# Еадор
«Еадор. Створення» (рос."Эадор. Сотворение") — гра у жанрі покрокова стратегія, розроблена фактично однією людиною — Олексійом Бокулевим (арт та музика для гри були придбані). Є вдалим прикладом, так званих інді-ігор. З 2009 року гра розповсюджувалась на сайті розробника. В квітні 2010 видавництво Snowball Studios оголосило, що «Еадор» вийде на дисках в травні місяці.

## Геймплей
Однією із особливостей геймплею, є відсутність звичайних зберігань. Гравцю дозволяється «вернутися в минуле», через спеціальне меню, при цьому накладається певний ігровий штраф. Штраф також буде накладено, якщо після завершення ходу гравець, не дочекавшись початку наступного, зупинить гру із менеджера задач.